# Paul In 't Ven
Paul In 't Ven (Turnhout, 1 april 1945) was profwielrenner van 1966 tot en met 1971. Hij is de jongere broer van wielrenner Willy In 't Ven.

## Belangrijkste overwinningen
1966
- 2e etappe Ronde van Namen
- 4e etappe Ronde van Namen

1967
- GP van Isbergues
- Grote Scheldeprijs

## Resultaten in voornaamste wedstrijden
| Jaar | Ronde van Italië | Ronde van Frankrijk | Ronde van Spanje |
| ---- | ---------------- | ------------------- | ---------------- |
| 1967 |                  | 43e                 |                  |
| 1968 |                  |                     |                  |
| 1969 |                  | 75e                 |                  |

| Jaar | Amstel Gold Race | Parijs-Tours | Waalse Pijl |
| ---- | ---------------- | ------------ | ----------- |
| 1967 | 37e              | 50e          | 49e         |
| 1968 |                  | 112e         |             |